# マンフレート・シュトルペ

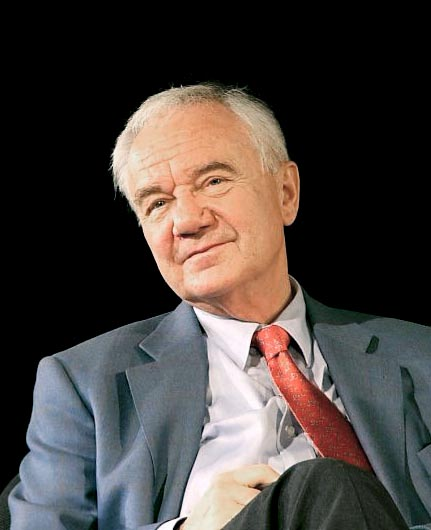
マンフレート・シュトルペ

マンフレート・シュトルペ（ドイツ語: Manfred Stolpe, 1936年5月16日 - 2019年12月29日）は、ドイツの政治家。ドイツ社会民主党 (SPD) 所属。1990年から2002年までブランデンブルク州首相。2002年から2005年連邦運輸・建設・住宅大臣を務めた。

## 経歴
シュテッティン（現・ポーランド領シュチェチン）に生まれる。第二次世界大戦後、東ドイツに移り、1959年イェーナ大学法学部を卒業。1959年福音派教会のベルリン・ブランデンブルク教区で活動する。また、1961年まで西ベルリンのベルリン自由大学に留学している。1962年から1969年まで東独福音派教会本部事務局長を経て、福音派教会同盟事務局長を歴任した。また、この間に世界教会協議会 World Council of Churches国際関係委員会に所属している。
1982年福音派教会ベルリン・ブランデンブルク教区東部地区宗務院長と教会本部会議評議員に就任、福音派教会同盟共同副議長も務めた。1989年福音派の全公職を退き、1990年SPDに入党し、同年10月14日のブランデンブルク州議会選挙に立候補し当選する。1990年11月1日復活したブランデンブルク州首相に就任、3期務める。1991年から2002年までSPD幹部会員。2002年10月22日から2005年11月までドイツ連邦運輸・建設・住宅相。
2019年12月29日に83歳で死去。

## 家族
夫人との間に一子あり。